# Шаварш Кочарян
Шаварш Кочарян (на арменски Շավարշ Քոչարյան) е арменски дипломат, политик и учен, зам.-министър на външните работи от 2008 година.

## Биография
Роден е на 3 април 1948 година в Ереван.
Завършва образованието си като инженер по математика (1971 г.).  Четири години по-късно специализира молекулярна генетика в Москва. Старши лабораторен асистент в продължение на 2 години (1971 – 1972). От 1976 г. до 1981 г. е сътрудничещ учен в Института по експериментална биология и Института по микробиология в Арменската академия на науките. В периода 1981 – 1990 г. е учен в Ереван.
През 1990, 1995, 1999 и 2003 година е избиран за член на Народното събрание на Република Армения. 
От 1990 до 1995 г. е вицепредседател на Комитета по външни отношения на Народното събрание, където ръководи парламентарната група Национални демократи.
От 1995 до 1999 година е член на Комитета по външни отношения в НС и Секретар на Националното демократично обединение. От 1999 до 2003 г. е председател на Комитета по научни, образователни, културни и младежки въпроси в НС. По-късно, от 2003 до 2007 г., е член на Комитета по европейска интеграция и Комитета по социални, здравни и екологични въпроси в НС.
От 1992 – 1995 и 1999 – 2003 е член на делегацията на НС на Армения в Парламентарната асамблея на Общността на независимите държави.
Член на делегацията на НС пред Парламентарната асамблея на Организацията за сигурност и сътрудничество в Европа (1999 – 2003).
От 2003 до 2005 г. е член на делегацията на НС пред Парламентарната асамблея на Съвета на Европа.
От 2011 г. преподава във Факултета по Международни отношения и дипломация в Ереванския държавен университет.